# تيري كوكس
تيري كوكس (بالإنجليزية: Terry Cox)‏ (و. 1937  م) هو طبال إنجليزي، يستخدم آلات طقم طبول.

## روابط خارجية
- تيري كوكس على موقع ميوزك برينز (الإنجليزية)
- تيري كوكس على موقع أول ميوزيك (الإنجليزية)
- تيري كوكس على موقع ديسكوغز (الإنجليزية)